# Dmitry Kezhvatov
Dmitry Vasilievich Kezhvatov (ruso: Дмитрий Васильевич Кежватов) Nacido el 22 de marzo de 1975 en Koroliov, URSS. Guitarrista, compositor y voz de apoyo del grupo Spitfire.

## Biografía
Nacido el 22 de marzo de 1975 en la ciudad de Korolev, región de Moscú. comenzó a interesarse por la música en 1986 a los 11 años de edad, que fue cuando Dmitry tuvo su primer guitarra. Kezhvatov no tenía preferencias especiales en la música hasta que a principios de los '90 se inclinó al estilo metal. Ingresó en Moskovskiy Gosudarstvenniy Universitet Lesa (Universidad Estatal Forestal de Moscú), donde se graduó el 8 de marzo de 1995.
En 1995, Kezhvatov fue guitarrista del grupo Ens Cogitans, una banda que duró hasta el año 2002.
En el año 1996 entró en la escuela PJLAK, trabajando en series de dibujos animados para niños.
Kezhvatov se relacionó por primera vez con Spitfire en 1997, gracias a un compañero de clases, que una vez le hizo escuchar una cinta de Night Hunting.
En 1997-1998 Dmitry formó parte del etno- conjunto Karagod, tocando el arpa y el bajo balalaika.
En el periodo de 2000 a marzo de 2005 Dmitry participó en una banda de punk llamada Tarakany!.
En el año 2005 en el estudio de Dobrolyot en San Petersburgo, Kezhvatov conoció personalmente a los miembros de Spitfire (los había visto por primera vez en un concierto en el año 2003-2004, durante el lanzamiento de Thrills and Kills).
Dmitry debutó en Spitfire a principio de septiembre de 2006 en el Club Ikra en Moscú. Pronto Spitfire anunció a Kezhvatov como miembro permanente de la banda y comenzaron a grabar Lifetime Visa.
Kezhvatov fue co- autor de varias canciones de Spitfire: "Lifetime Visa" (en coautoría con Denís Kuptsov), "Korolev S.P." (en co- autoría con Román Parygin) y "Kogda mi vse povzrosleem" (en co- autoría con Andrei Kuraev y Román Parygin).

## Enlaces
- sitio web de Spitfire
- sitio oficial en Myspace

- Datos: Q4218909